# لوئی (کمون)
لوایس (به فرانسوی: Lhuis) یک کمون در کشور فرانسه است که در canton of Lhuis واقع شده‌است.

## خصوصیات
لوایس ۲۴٫۴۳ کیلومترمربع مساحت و ۸۱۷ نفر جمعیت دارد و ۳۹۵ متر بالاتر از سطح دریا واقع شده‌است.